# Geaya vogli
Geaya vogli is een hooiwagen uit de familie Sclerosomatidae.